# Đặng Chánh Kỷ
Đặng Chánh Kỷ hay Đặng Chính Kỷ (các tên khác: Đặng Đức Chêm, Đặng Tùng Mậu), (1890 - 1931), là một nhà cách mạng Việt Nam thời kỳ trước Cách mạng tháng Tám. Sau này ông trở thành bí thư huyện ủy đầu tiên của huyện Nam Đàn.

## Thân thế
Ông quê làng Hoành Sơn (nay là xã Khánh Sơn), tổng Nam Kim, huyện Nam Đàn, tỉnh Nghệ An. Ông nội của Đặng Chính Kỷ là Đặng Đức Uẩn, cử nhân khoa Mậu Thìn (1868). Ông Đặng Đức Uẩn làm quan dưới triều Tự Đức có tiếng là thanh liêm. Thân sinh của Đặng Chính Kỷ là Đặng Đức Hoà, học giỏi nhưng chỉ thích ở quê làm nghề thầy thuốc. Người cha qua đời lúc Đặng Chính Kỷ mới lên 3 tuổi, đến 14 tuổi thì ông nội và mẹ lần lượt qua đời.

## Tưởng nhớ
Tên ông được đặt cho một trường Trung học cơ sở tại huyện Nam Đàn Nghệ An